# Регістр (цифрова техніка)

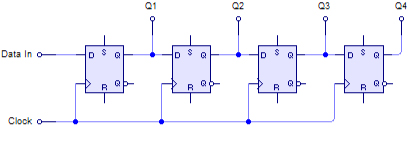
4-х розрядний регістр зсуву, перетворювач послідовного коду в паралельний

Регістр — послідовний або паралельний логічний пристрій, який виконує функцію приймання, запам'ятовування і передавання інформації. 
Інформація в регістрі зберігається за видом числа (слова), зображеного комбінацією сигналів 0 і 1. Кожному розряду числа, що записаний в регістр, відповідає свій розряд, побудований, як правило, на базі тригерів RS-, D- або JK- типу.
На регістрах можна виконувати операції перетворення інформації з одного виду на інший, наприклад, послідовного коду на паралельний. Регістри можуть використовуватися для виконання деяких логічних операцій, наприклад, логічне порозрядне множення.

## Класифікація регістрів

### За способом запису і зчитування двійкової інформації
Послідовні
В послідовних регістрах запис і зчитування інформації здійснюється послідовно за часом, тобто почергово. Вони мають послідовні виходи. Інформація записується шляхом послідовного зсуву числа синхроімпульсами. Тому регістри послідовного типу носять назву регістрів зсуву.
Паралельні
В паралельних регістрах, які мають паралельні входи та виходи, запис інформації виконуються одночасно в усіх розрядах за один такт керування. Такі регістри називають регістрами пам'яті.
Паралельно-послідовні
Паралельно-послідовні регістри мають або паралельний вхід та послідовний вихід, або послідовний вхід та паралельний вихід. В перших регістрах інформація записується одночасно по паралельних входах, а зчитується почергово, в других — записується почергово, а зчитується одночасно. Паралельно-послідовні регістри можуть бути як регістрами зсуву, так і регістрами пам'яті.

### За способом приймання та передавання інформації
- Регістри типу SISO (англ. Serial In Serial Out) — з послідовним входом та послідовним виходом;
- Регістри типу SIPO (англ. Serial In Paralel Out) — з послідовним входом та паралельним виходом;
- Регістри типу PISO (англ. Paralel In Serial Out) — з паралельним входом та послідовним виходом;
- Регістри типу PIPO (англ. Paralel In Paralel Out) — з паралельними входом та виходами.

Найбільш універсальними вважаються регістри, які мають у своєму складі одночасно послідовні і паралельні входи й виходи. Такі регістри називають регістрами з послідовно-паралельним прийманням інформації та послідовно-паралельним передаванням.